# Hyrtacus tuberculatus
Hyrtacus tuberculatus är en insektsart som beskrevs av Carl Stål 1875. Hyrtacus tuberculatus ingår i släktet Hyrtacus och familjen Phasmatidae. Inga underarter finns listade i Catalogue of Life.